# Сент-Андре-д’Амбрён
Сент-Андре́-д’Амбрён (фр. Saint-André-d'Embrun, окс. Sant Andreu d'Ambrun) — коммуна во Франции, находится в регионе Прованс — Альпы — Лазурный Берег. Департамент коммуны — Верхние Альпы. Входит в состав кантона Амбрён. Округ коммуны — Гап.
Код INSEE коммуны — 05128.

## Население
Население коммуны на 2008 год составляло 637 человек.
| 1962 | 1968 | 1975 | 1982 | 1990 | 1999 | 2008 |
| ---- | ---- | ---- | ---- | ---- | ---- | ---- |
| 412  | 415  | 361  | 462  | 417  | 495  | 637  |

## Климат
Климат средиземноморский. Зимы прохладные, часто бывают заморозки, лето тёплое.
Сент-Андре-д’Амбрён не имеет своей метеостанции, ближайшая расположена в Амбрёне.
| Показатель                    | Янв. | Фев. | Март | Апр. | Май  | Июнь | Июль | Авг. | Сен. | Окт. | Нояб. | Дек. | Год  |
| ----------------------------- | ---- | ---- | ---- | ---- | ---- | ---- | ---- | ---- | ---- | ---- | ----- | ---- | ---- |
| Средний суточный максимум, °C | 5,7  | 7,6  | 10,9 | 14,4 | 18,6 | 22,4 | 26,2 | 25,5 | 22,1 | 16,9 | 10,4  | 6,7  | 15,6 |
| Средняя температура, °C       | 1,2  | 2,7  | 5,5  | 8,7  | 12,7 | 16,2 | 19,3 | 18,8 | 15,9 | 11,4 | 5,6   | 2,4  | 10,0 |
| Средний суточный минимум, °C  | −3,2 | −2,1 | 0,1  | 3,1  | 6,7  | 9,9  | 12,4 | 12,1 | 9,7  | 5,8  | 0,9   | −1,9 | 4,4  |
| Источник: Infoclimat          |      |      |      |      |      |      |      |      |      |      |       |      |      |

## Экономика
В 2007 году среди 396 человек в трудоспособном возрасте (15—64 лет) 298 были экономически активными, 98 — неактивными (показатель активности — 75,3 %, в 1999 году было 71,6 %). Из 298 активных работали 289 человек (157 мужчин и 132 женщины), безработных было 9 (2 мужчин и 7 женщин). Среди 98 неактивных 28 человек были учениками или студентами, 47 — пенсионерами, 23 были неактивными по другим причинам.